# Canottaggio da spiaggia sprint ai Giochi del Mediterraneo sulla spiaggia
Il canottaggio da spiaggia sprint è inserito nel programma dei Giochi del Mediterraneo sulla spiaggia sin dall'edizione inaugurale che si è svolta nel 2013, comprendendo sia gare maschili che gare femminili. 

## Edizioni
| Giochi | Anno | Sede      | Gare |
| ------ | ---- | --------- | ---- |
| I      | 2015 | Pescara   | 7    |
| II     | 2019 | Patrasso  | 7    |
| III    | 2023 | Heraklion | 5    |

## Medagliere complessivo
Aggiornato alla terza edizione
| Pos.   | Paese    | Oro | Argento | Bronzo | Totale |
| ------ | -------- | --- | ------- | ------ | ------ |
| 1      | Francia  | 8   | 4       | 3      | 15     |
| 2      | Spagna   | 6   | 1       | 1      | 8      |
| 3      | Italia   | 4   | 2       | 6      | 12     |
| 4      | Grecia   | 1   | 3       | 1      | 5      |
| 5      | Tunisia  | 0   | 5       | 2      | 7      |
| 6      | Algeria  | 0   | 2       | 0      | 2      |
| 7      | Croazia  | 0   | 1       | 3      | 4      |
| 8      | Slovenia | 0   | 1       | 1      | 2      |
| 9      | Monaco   | 0   | 0       | 2      | 2      |
| Totale | Totale   | 19  | 19      | 19     | 57     |